# エレナ・バセスク
エレナ・バセスク（ルーマニア語: Elena Băsescu、1980年4月24日 - ）は、ルーマニアの政治家。元大統領トライアン・バセスクの末娘である。
経済学の学位を持っている。以前はモデルであったが、2007年に政界入りした。
2009年欧州議会議員選挙に立候補した。はじめは民主自由党からの立候補を模索したが、党から拒否されたために無所属での出馬となった。しかし、立候補に必要な20万人分の署名を集めるために精力的に活動し、民主自由党の票を奪うのではないかと党内では懸念が持ち上がった、とフランスの L'Express は伝えている。また、立候補については、同年末に控えている父親のトライアン・バセスクの大統領選挙にむけての話題づくりだとの観測もなされた。初期の世論調査では16%と高い支持率を得ていたが、選挙直前には5%から6%程度に低下した。当選後、バセスクは民主自由党に復帰する意向であり、党もこれを受け入れることを表明している。
英国放送協会 (BBC) は、バセスクについて「政党政治 (party politics) よりもパーティ (parties) に興味があるものと知られ」、「彼女の舌禍に関するビデオ・クリップはインターネットで人気である」と記した。また、「セクシー・セレブリティー」と揶揄し評した。L'Express によると、「失言や問題発言によって加熱された縁故主義や無能力との批判に晒され」なければならなかったとしている 。日本の『産経新聞』などは、「華やかな生活ぶりはルーマニアのパリス・ヒルトン」と紹介している。